# Xenichthys
Xenichthys är ett släkte av fiskar. Xenichthys ingår i familjen Haemulidae.
Kladogram enligt Catalogue of Life:
| Xenichthys | \| \| Xenichthys agassizii \| \| \| \| \| \| Xenichthys rupestris \| \| \| \| \| \| Xenichthys xanti \| \| \| \| |
|            | \| \| Xenichthys agassizii \| \| \| \| \| \| Xenichthys rupestris \| \| \| \| \| \| Xenichthys xanti \| \| \| \| |
|            | Anisotremus |
|            | |
|            | Boridia |
|            | |
|            | Brachydeuterus                                                                                                   |
|            | |
|            | Conodon |
|            | |
|            | Diagramma |
|            | |
|            | Genyatremus |
|            | |
|            | Haemulon |
|            | |
|            | Haemulopsis |
|            | |
|            | Isacia |
|            | |
|            | Microlepidotus                                                                                                   |
|            | |
|            | Orthopristis |
|            | |
|            | Parakuhlia |
|            | |
|            | Parapristipoma                                                                                                   |
|            | |
|            | Plectorhinchus                                                                                                   |
|            | |
|            | Pomadasys |
|            | |
|            | Xenistius |
|            | |
|            | Xenocys |
|            | |
|            | Xenichthys agassizii                                                                                             |
|            | |
|            | Xenichthys rupestris                                                                                             |
|            | |
|            | Xenichthys xanti                                                                                                 |
|            | |

|  | Xenichthys agassizii |
|  |                      |
|  | Xenichthys rupestris |
|  |                      |
|  | Xenichthys xanti     |
|  |                      |